# Grant Withers
Pour les articles homonymes, voir Withers.
Grant Withers est un acteur et producteur américain, né Granville G. Withers le 17 janvier 1905 à Pueblo (Colorado), mort par suicide le 27 mars 1959 à North Hollywood — Quartier de Los Angeles (Californie).

## Biographie
Au cinéma, Grant Withers débute comme acteur en 1925, dans So Long Bill, court métrage muet d'Edward Ludwig. Durant la période du muet, il participe à une dizaine de films, dont Upstream (1927, avec Lydia Yeamans Titus et Émile Chautard) de John Ford. Après le passage au parlant, il retrouve ce réalisateur à l'occasion de quatre films, tel Le Massacre de Fort Apache (1948), avec Henry Fonda, Shirley Temple et John Wayne. Il joue aux côtés de ce dernier dans huit autres films, y compris des westerns (ex. : Le Bagarreur du Kentucky de George Waggner en 1949, avec Philip Dorn et Oliver Hardy), genre auquel il contribue largement au cours de sa carrière. Il collabore aussi, entre autres, à plusieurs films musicaux (ex. : The Show of Shows de John G. Adolfi, en 1929, avec Frank Fay et John Barrymore).
Par ailleurs, il est connu pour son rôle récurrent du capitaine William 'Bill' Street, de 1938 à 1940, dans la série cinématographique consacrée au détective Mr. Wong (six films, dont cinq réalisés par William Nigh et avec Boris Karloff dans le rôle-titre). Mentionnons La Malédiction en 1940, avec également Marjorie Reynolds.
En tout, Grant Withers apparaît dans cent-soixante-seize films américains. Le dernier est Gangster no 1 de Roger Corman (avec Steve Cochran), sorti en janvier 1959, peu avant son suicide. En outre, toujours au cinéma, il est producteur de six films (sans en être acteur), entre 1939 et 1945, dont Chasing Trouble (en) d'Howard Bretherton (1940, avec Frankie Darro et Marjorie Reynolds).
À la télévision, il est acteur dans vingt-trois séries, de 1956 à 1959, comme Gunsmoke (un épisode en 1957, réalisé par Andrew V. McLaglen) et Perry Mason (un épisode en 1958, également réalisé par Andrew V. McLaglen).

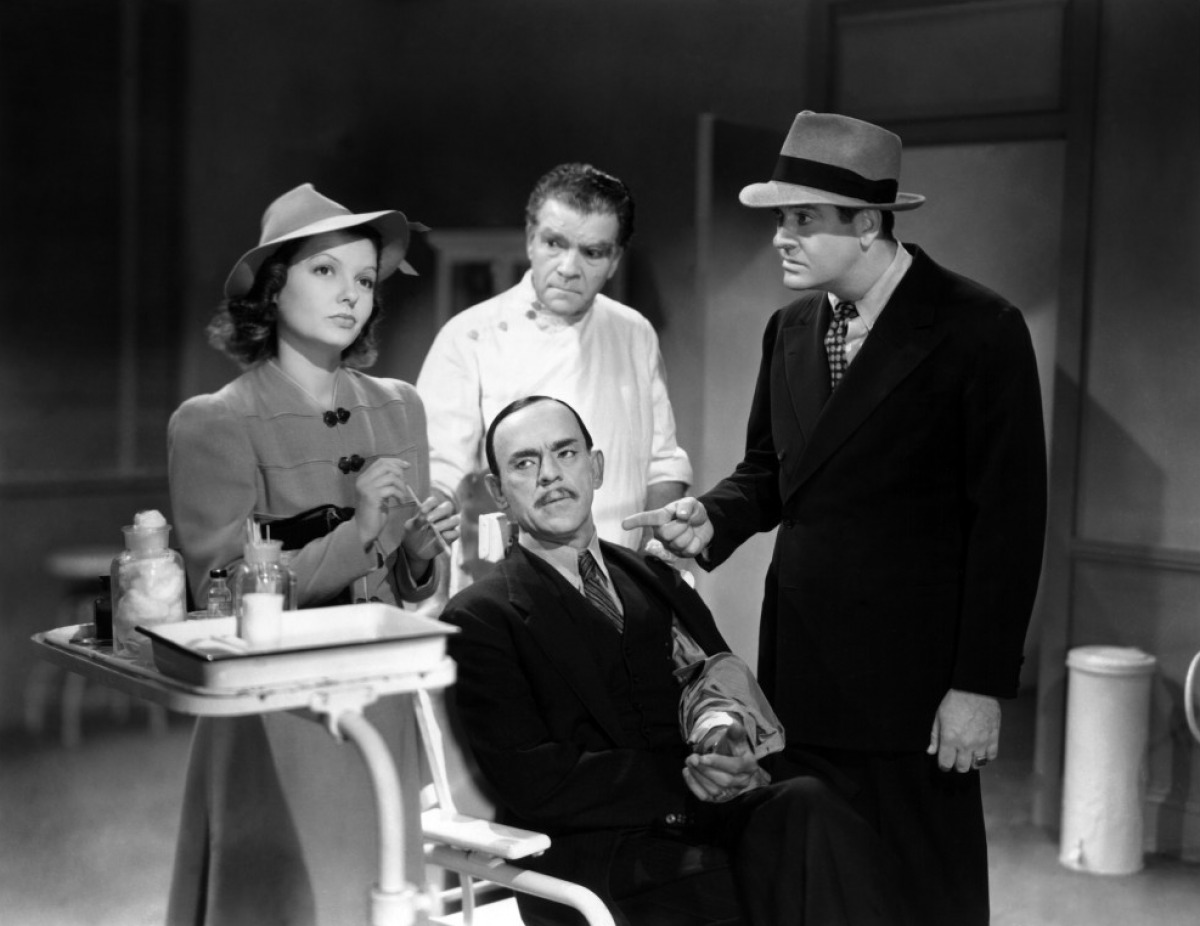
De gauche à droite : Marjorie Reynolds, Boris Karloff (assis), Raymond Hatton et Grant Withers, dans La Malédiction (1940).

## Filmographie partielle

### Au cinéma
Comme acteur
- 1925 : So Long Bill d'Edward Ludwig (court métrage)
- 1926 : The Gentle Cyclone (en) de W.S. Van Dyke (court métrage)
- 1927 : Upstream de John Ford
- 1927 : Sportif par amour (College), de Buster Keaton et James W. Horne
- 1928 : Tillie's Punctured Romance d'A. Edward Sutherland
- 1928 : Golden Shackles (en) de Dallas M. Fitzgerald
- 1928 : Bringing Up Father de Jack Conway
- 1929 : Madonna of Avenue A de Michael Curtiz
- 1929 : The Show of Shows de John G. Adolfi
- 1929 : Saturday's Children de Gregory La Cava
- 1929 : La Fille et le Garçon (The Time, the Place and the Girl) d'Howard Bretherton
- 1929 : So Long Letty de Lloyd Bacon
- 1929 : La Tigresse (Tiger Rose) de George Fitzmaurice
- 1929 : Hearts in Exile de Michael Curtiz
- 1930 : Mammy de Michael Curtiz
- 1930 : Sinners' Holiday de John G. Adolfi
- 1930 : The Other Tomorrow de Lloyd Bacon
- 1930 : Dancing Sweeties (en) de Ray Enright
- 1930 : The Second Floor Mystery de Roy Del Ruth
- 1931 : Other Men's Women de William A. Wellman
- 1931 : Too Young to Marry de Mervyn LeRoy
- 1932 : Red Haired Alibi de Christy Cabanne
- 1932 : The Secrets of Wu Sin de Richard Thorpe
- 1934 : The Red Rider de Lew Landers
- 1935 : L'Île des rayons de la mort (The Fighting Marines) de B. Reeves Eason et Joseph Kane
- 1935 : L'Épreuve (en) (The Test) de Bernard B. Ray
- 1935 : Waterfront Lady (en) de Joseph Santley
- 1935 : Je veux être une lady (Goin' to Town) d'Alexander Hall
- 1935 : Ship Cafe (en) de Robert Florey
- 1935 : Society Fever de Frank R. Strayer
- 1935 : Storm Over the Andes de Christy Cabanne

- 1936 : Corsaires de l'air (Border Flight) d'Otho Lovering

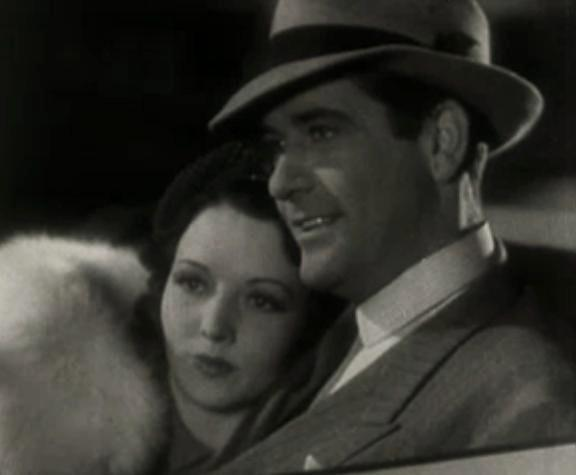
Avec Dorothy Appleby, dans
Paradise Express (1937)

- 1936 : Trois prétendants (Three on a Limb) de Charles Lamont (court métrage)
- 1936 : Sky Parade d'Otho Lovering
- 1936 : Chantons encore (Let's Sing Again) de Kurt Neumann
- 1936 : The Arizona Raiders de James Patrick Hogan
- 1937 : Paradise Express de Joseph Kane

- 1937 : Bill Cracks Doown (en)

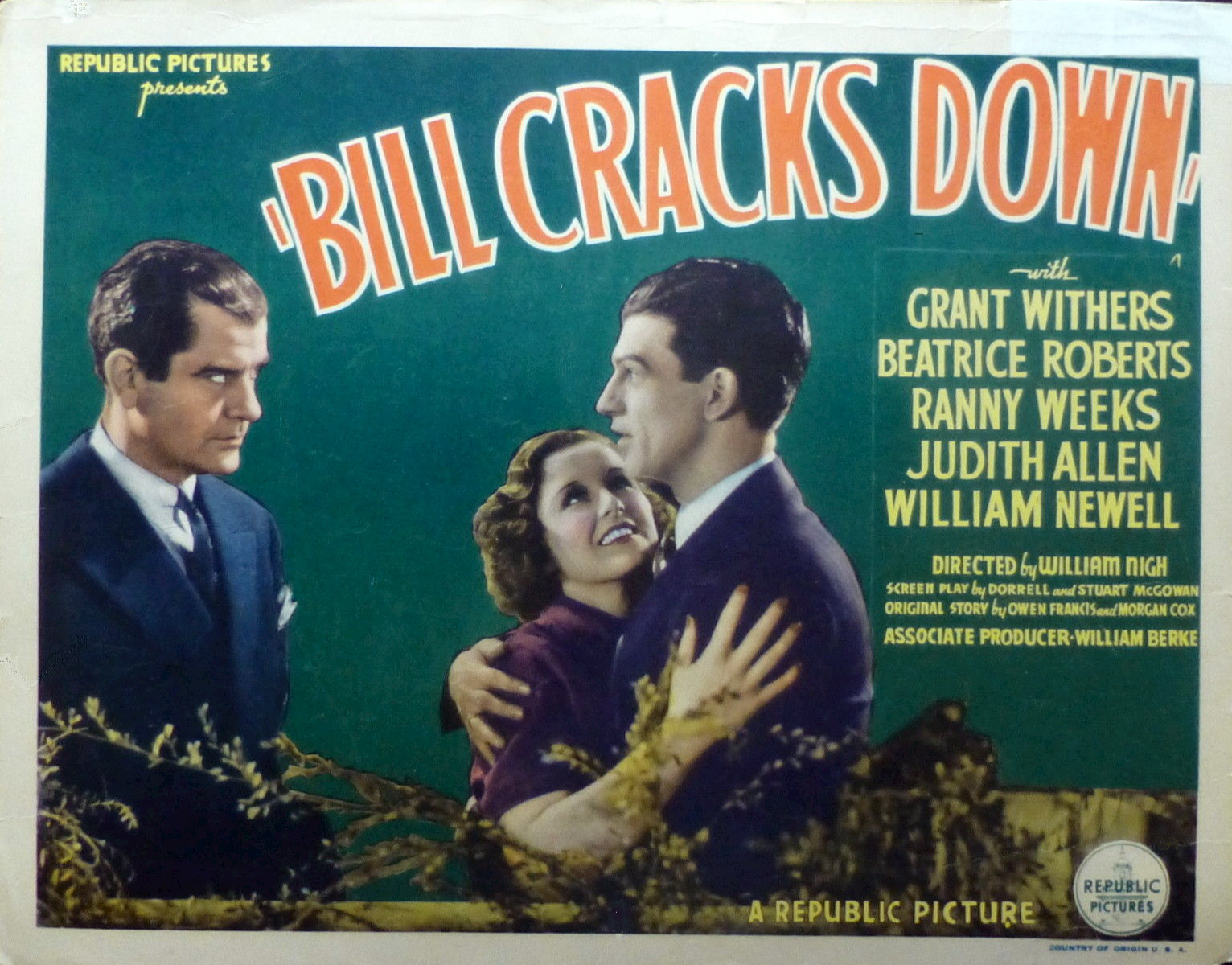
Bill Cracks Doown (1937).

- 1938 : Nanette a trois amours (Three Loves has Nancy) de Richard Thorpe
- 1938 : Mr. Wong, Detective de William Nigh
- 1938 : The Secret of Treasure Island d'Elmer Clifton
- 1938 : The Marines come Thru de Louis Gasnier
- 1939 : Boys' Reformatory d'Howard Bretherton
- 1939 : Le Mystère de Mr Wong de William Nigh : le capitaine de police Sam Street
- 1939 : Daughter of the Tong de Bernard B. Ray
- 1940 : Men against the Sky de Leslie Goodwins
- 1940 : Mexican Spitfire Out West de Leslie Goodwins
- 1940 : La Malédiction (Doomed to Die) de William Nigh
- 1940 : The Fatal Hour de William Nigh
- 1940 : Phantom of Chinatown de Phil Rosen
- 1941 : Billy the Kid le réfractaire (Billy the Kid) de David Miller et Frank Borzage
- 1941 : Let's Make Music de Leslie Goodwins
- 1941 : The Get-Away d'Edward Buzzell
- 1941 : The Masked Rider (en) de Ford Beebe
- 1941 : Souvenirs (H.M. Pulham, Esq.) de King Vidor
- 1942 : Panama Hattie de Norman Z. McLeod, Roy Del Ruth et Vincente Minnelli
- 1942 : Butch minds the Baby d'Albert S. Rogell

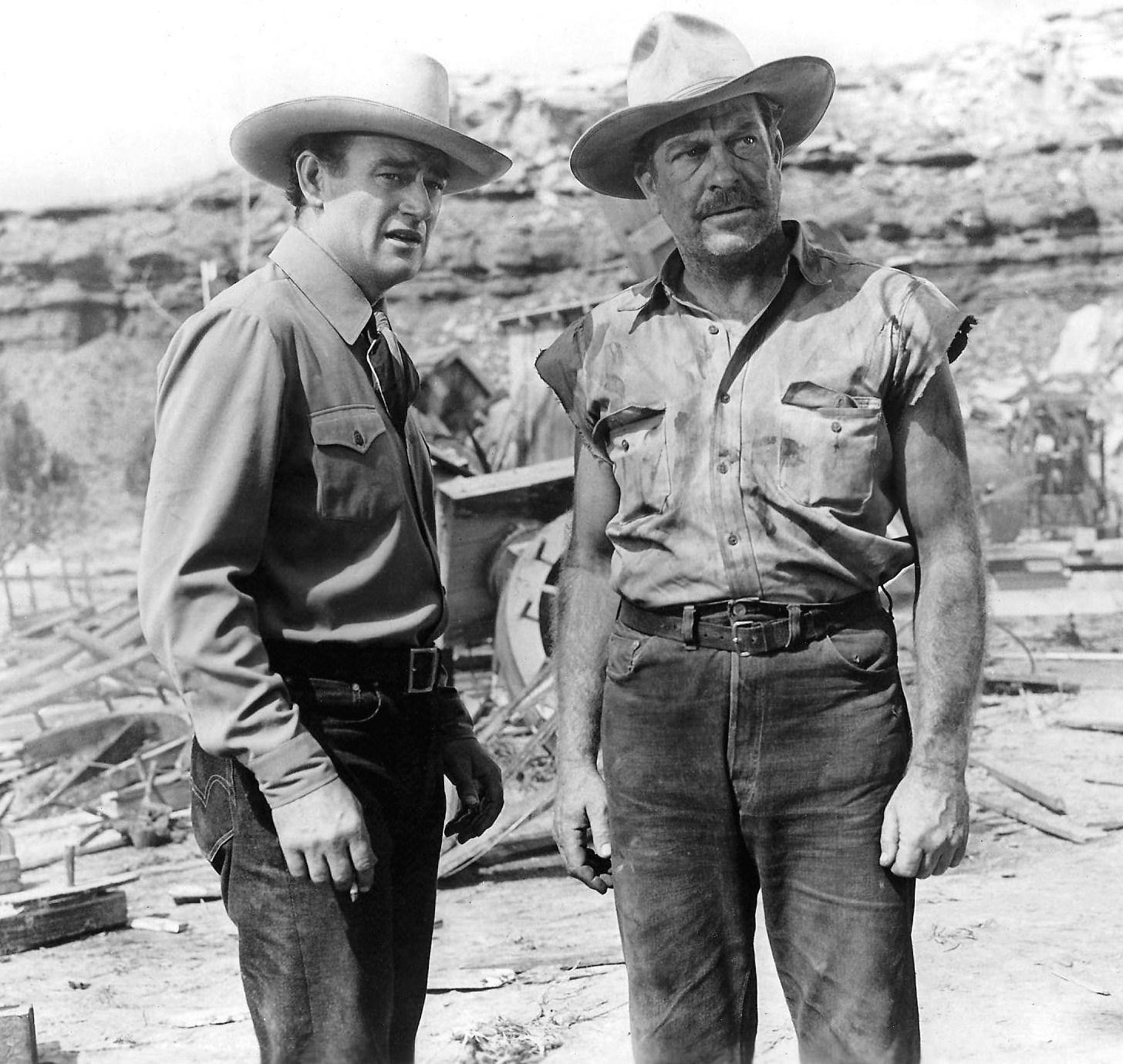
Avec John Wayne, dans La Ruée sanglante (1943) : photo promotionnelle

- 1942 : Apache Trail de Richard Thorpe
- 1942 : Northwest Rangers (en) de Joseph M. Newman
- 1942 : Croisière mouvementée (Ship Ahoy) d'Edward Buzzell
- 1942 : Tennessee Johnson de William Dieterle
- 1943 : La Fille et son cow-boy (A Lady Takes a Chance) de William A. Seiter
- 1943 : Petticoat Larceny de Ben Holmes (en)
- 1943 : Gildersleeve's Bad Day (en) de Gordon Douglas
- 1943 : La Ruée sanglante (In Old Oklahoma) d'Albert S. Rogell
- 1943 : La Dangereuse Aventure (No Time for Love) de Mitchell Leisen
- 1944 : Silent Partner (en) de George Blair
- 1944 : Alerte aux marines (The Fighting Seabees) d'Edward Ludwig
- 1944 : Goodnight, Sweetheart de Joseph Santley
- 1944 : Showboat du Texas (en) (The Yellow Rose of Texas) de Joseph Kane
- 1944 : The Girl who dared d'Howard Bretherton
- 1945 : L'Or et les Femmes (Bring on the Girls) de Sidney Lanfield
- 1945 : Utah de John English
- 1945 : Dangereuse association (Dangerous Partners) d'Edward L. Cahn
- 1945 : Bells of Rosarita de Frank McDonald
- 1945 : The Vampire's Ghost de Lesley Selander
- 1945 : La Femme du pionnier (Dakota) de Joseph Kane
- 1945 : Road to Alcatraz de Nick Grinde
- 1946 : La Poursuite infernale (My Darling Clementine) de John Ford
- 1946 : Affairs of Geraldine de George Blair
- 1947 : Taïkoun (Tycoon) de Richard Wallace
- 1947 : Blackmail de Lesley Selander
- 1947 : La Vallée maudite (Gunfighters) de George Waggner
- 1947 : Wyoming de Joseph Kane
- 1948 : Le Réveil de la sorcière rouge (Wake of the Red Witch) d'Edward Ludwig
- 1948 : La légion des braves (en) (The Gallant Legion) de Joseph Kane
- 1948 : Daredevils of the Clouds de George Blair
- 1948 : Sons of Adventure de Yakima Canutt
- 1948 : Le Massacre de Fort Apache (Fort Apache) de John Ford
- 1948 : La Cité de la peur (Station West) de Sidney Lanfield
- 1948 : Ange en exil (Angel in Exile) d'Allan Dwan et Philip Ford
- 1948 : Night Time in Nevada de William Witney
- 1948 : Les Pillards (The Plunderers), de Joseph Kane
- 1949 : Le Bagarreur du Kentucky (The Fighting Kentuckian) de George Waggner
- 1949 : Duke of Chicago (en) de George Blair
- 1949 : Hellfire de R. G. Springsteen
- 1949 : Le Dernier Bandit (The Last Bandit) de Joseph Kane
- 1950 : Bells of Coronado (en) de William Witney
- 1950 : Rio Grande de John Ford
- 1950 : Mississippi-Express (Rock Island Trail) de Joseph Kane
- 1950 : Tripoli de Will Price
- 1950 : Hit Parade of 1951 de John H. Auer
- 1951 : La Belle du Montana (Belle Le Grand) d'Allan Dwan
- 1951 : Million Dollar Pursuit de R. G. Springsteen
- 1951 : Le Frelon des mers (The Sea Hornet) de Joseph Kane
- 1952 : Oklahoma Annie de R. G. Springsteen
- 1952 : Au royaume des crapules (Hoodlum Empire) de Joseph Kane
- 1953 : Sous les tropiques (Tropic Zone) de Lewis R. Foster
- 1953 : Le soleil brille pour tout le monde (The Sun shines Bright) de John Ford
- 1953 : Iron Mountain Trail (it) de William Witney
- 1953 : Toutes voiles sur Java (Fair Wind to Java) de Joseph Kane
- 1953 : Champ for a Day de William A. Seiter
- 1954 : La Grande Caravane (Jubilee Trail) de Joseph Kane
- 1955 : À l'ombre des potences (Run for Cover) de Nicholas Ray
- 1955 : Madame de Coventry (Lady Godiva of Coventry) d'Arthur Lubin
- 1956 : The White Squaw de Ray Nazarro
- 1957 : Le Carrefour de la vengeance (it) (Hell's Crossroads) de Franklin Adreon
- 1957 : The Last Stagecoach West de Joseph Kane
- 1959 : Gangster no 1 (I Mobster) de Roger Corman

Comme producteur
- 1939 : Mutiny in the Big House de William Nigh
- 1939 : Irish Luck de Howard Bretherton
- 1940 : Son of the Navy de William Nigh
- 1940 : On the Spot (en) de Howard Bretherton
- 1940 : Chasing Trouble de Howard Bretherton
- 1945 : Les Diables jaunes (China's Little Devils) de Monta Bell

### À la télévision (séries)
Comme acteur
- 1956 : Le Choix de... (Screen Directors Playhouse), Saison unique, épisode 15 It's always Sunday d'Allan Dwan
- 1956 : Cheyenne, Saison 2, épisode 5 The Law Man
- 1957 : Gunsmoke ou Police des plaines (Gunsmoke ou Marshall Dillon), Saison 2, épisode 15 Pucket's New Year d'Andrew V. McLaglen
- 1957 : La Grande Caravane (Wagon Train), Saison 1, épisode 2 The Jean LeBec Story de Sidney Lanfield
- 1958 : Lassie, Saison 4, épisode 21 The Greyhound de Lesley Selander
- 1958 : Première série Perry Mason, Saison 1, épisode 34 The Case of the Gilded Lily d'Andrew V. McLaglen
- 1959 : Le Monde merveilleux de Disney (The Wonderful World of Disney ou Disneyland), Saison 5, épisode 17 Elfego Baca, Attorney at Law de Christian Nyby et épisode 19 The Griswold Murder de Christian Nyby

## Note et référence
1. ↑  D'après sa fiche d'état civil sur Find a Grave. L'IMDb ci-dessus mentionne pour sa part 1904 comme année de naissance.